# Sejm Śląski (stanowy)
Książęcy Sejm Śląski (niem. Schlesischer Fürstentag) – zgromadzenie stanowe księstw śląskich podległych zwierzchniej władzy króla czeskiego. Powstał w XV wieku i jest porównywalny z sejmikami (sejmami krajowymi - Landtagami) innych nowożytnych terytoriów i państw, zlikwidowany w 1741 roku. 
Na Śląsku, podzielonym od XIII wieku na wiele księstw, na zwoływanych przez króla posiedzeniach stanowych mogli pojawiać się tylko władcy (stąd określenie „książęcy”). Ponadto swego przedstawiciela wysyłał Wrocław i będący jednocześnie księciem nyskim biskup wrocławski. Sejm Śląski zwoływany był przez króla czeskiego albo przez starostę generalnego Śląska, który przewodniczył obradom. Stanowisko to zajmował do połowy XVI wieku biskup wrocławski, potem protestancki książę świdnicko-jaworski lub legnicki. Książęcy Sejm Śląski zlikwidowano po austriacko-pruskich wojnach śląskich i kończącym je pokoju wrocławskim 1741, na mocy którego Śląsk został wcielony do Prus, bez księstw cieszyńskiego i opawskiego.